# Hélène de Monaghan
Pour les articles homonymes, voir Monaghan (homonymie).
Hélène de Monaghan, née Émilie Hélène Loireau à Strasbourg le 17 octobre 1924 et décédée le 28 avril 2001 dans le 16ème arrondissement de Paris, est une autrice française de roman policier.

## Biographie
Après des études de Droit, elle devient avocate et exerce d'abord à Casablanca.  Elle s'installe à Paris en 1966.
En 1971, elle écrit un premier roman policier intitulé Suite en noir. Elle en publie ensuite une dizaine dans la collection Le Masque et aux Éditions Denoël.  De facture classique, ces ouvrages lorgnent tantôt vers le whodunit, tantôt vers le suspense ou encore le roman policier humoristique.
Elle a également signé quelques pièces de théâtre et une adaptation de son roman Esprit de suite pour la télévision.

## Œuvre

### Romans
- Suite en noir, Paris, Librairie des Champs-Élysées, Le Masque no 1143, 1971 ; réédition, Paris, Librairie des Champs-Élysées, Club des Masques no 452, 1981
- Esprit de suite, Paris, Librairie des Champs-Élysées, Le Masque no 1218, 1972 ; réédition, Paris, Librairie des Champs-Élysées, Club des Masques no 339, 1978
- Marée noire, Paris, Librairie des Champs-Élysées, Le Masque no 1284, 1973 ; réédition, Paris, Librairie des Champs-Élysées, Club des Masques no 470, 1982
- Vacances éternelles, Paris, Librairie des Champs-Élysées, Le Masque no 1336, 1974 ; réédition, Paris, Librairie des Champs-Élysées, Club des Masques no 482, 1982
- La Mauvaise Part, Paris, Librairie des Champs-Élysées, Le Masque no 1379, 1975
- Trop chère Émilie, Paris, Librairie des Champs-Élysées, Le Masque no 1437, 1976
- Noirs Parfums, Paris, Librairie des Champs-Élysées, Le Masque no 1514, 1978 ; réédition, Paris, Librairie des Champs-Élysées, Club des Masques no 502, 1983
- Le Tombeau des Danaïdes, Paris, Librairie des Champs-Élysées, Le Masque no 1538, 1978
- Service compris, Paris, Librairie des Champs-Élysées, Le Masque no 1590, 1980
- Retour de flammes, Paris, Librairie des Champs-Élysées, Le Masque no 1437, 1980 ; réédition, Paris, Édito-Service, Les Classiques du crime, 1981
- Demain six heures, Paris, Librairie des Champs-Élysées, Le Masque no 1683, 1982
- Le Couperet, Paris, Denoël, Sueurs froides, 1987
- L'Article de la mort, Paris, Denoël, Sueurs froides, 1987
- À tombeau fermé, Paris, Librairie des Champs-Élysées, Le Masque no 2316, 1997
- Prions pour moi, Paris, Librairie des Champs-Élysées, Le Masque no 2407, 1998

### Théâtre
- Avocat à la cour
- Moustaches
- La Vache
- Cache-cache
- Passe-passe

## Adaptations à la télévision
- 1977 : Esprit de suite, épisode de la série Cinéma 16, réalisée par Jean Hennin, d'après un scénario adapté par Hélène de Monaghan à partir de son roman homonyme, avec Françoise Brion, Jacques François et Denise Grey.
- 1992 : Suite en noir, épisode de la série V comme vengeance, réalisée par Jean-Pierre Marchand, d'après le roman homonyme d'Hélène de Monaghan, avec Yves Beneyton, Caroline Jacquin et Thierry Rey.

## Prix et récompenses
- Prix du roman d'aventures 1975 décerné à La Mauvaise Part.

## Sources
- Jacques Baudou et Jean-Jacques Schleret, Le Vrai Visage du Masque, vol. 1, Paris, Futuropolis, 1984, 476 p. (OCLC 311506692), p. 310-311.
- Anne Martinetti, "Le Masque" : histoire d'une collection, Amiens, Encrage, coll. « Références » (no 3), 1997, 143 p. (ISBN 978-2-906389-82-3), p. 85-86.
- Claude Mesplède (dir.), Dictionnaire des littératures policières, vol. 2 : J - Z, Nantes, Joseph K, coll. « Temps noir », 2007, 1086 p. (ISBN 978-2-910686-45-1, OCLC 315873361), p. 373.